# Nello et le Chien des Flandres
Pour les articles homonymes, voir A Dog of Flanders.
Pour plus de détails, voir Fiche technique et Distribution.
Nello et le Chien des Flandres (A Dog of Flanders) est film américain réalisé par Kevin Brodie, sorti en 1999.
Il s'agit de la cinquième adaptation au cinéma du classique de la littérature pour la jeunesse, A Dog of Flanders de Ouida (1872). Les précédentes versions sont :
- A Dog of Flanders (1914)[1]
- L'Enfant des Flandres (1924)
- A Dog of Flanders (1935)
- L'Orphelin et son chien (1960)

## Synopsis
Le film raconte la triste vie d'un jeune garçon, Nello, et de son chien Patrache. L'histoire se déroule à Hoboken, près d'Anvers, en Belgique.
Au début de l'histoire, Nello, qui est orphelin, vit avec son grand-père Jehan. Le chien est alors le compagnon d'un mauvais maître ivrogne qui le bat. Un jour, le chien est battu comme plâtre par son maître et abandonné sur place, où Nello et son grand-père le découvrent. Ils le ramènent alors chez eux et le chien se remet lentement.
Le grand-père gagne leur vie à tous les trois en transportant dans sa charrette le lait des fermes voisines pour qu'il soit vendu à la ville. Mais il n'est plus tout jeune et c'est alors Nello qui emmène la charrette grâce à Patrache.
Une fois arrivés en ville, Nello reste souvent devant la statue de Rubens, peintre qu'il admire beaucoup. Son rêve serait de devenir peintre afin de ne plus souffrir de la misère.
Le jeune Nello se lie d'amitié avec Aloïs, la fille du meunier, et il dessine son portrait avec brio. Le meunier veut lui acheter son dessin, mais Nello le lui offre. Malgré cette générosité, le meunier n'aime pas du tout Nello, le trouvant bien trop pauvre pour tourner autour de sa fille.
Nello décide alors de participer au concours de dessin de la ville, espérant ainsi rentrer dans les bonnes grâces du meunier et d'Aloïs. Mais un soir, le moulin est incendié et Nello accusé d'y avoir mis le feu. Il devient alors de plus en plus pauvre, car l'influence du meunier est forte et les gens refusent d'acheter son lait ou même de lui faire l'aumône. Le grand-père Jehan décède et Nello se retrouve dehors dans le froid de l'hiver, ne pouvant plus payer le loyer de sa misérable cabane.
Son dernier espoir est de gagner le concours, mais c'est un autre garçon de la ville qui l'emporte. Sur le chemin du retour, Nello trouve la bourse du meunier qui le déteste tant, mais Nello décide de lui rendre sa bourse. Nello en l'absence du meunier, rend la bourse à la femme du meunier, confie Patrache à Aloïs, et sort discrètement dans le froid. Le meunier retrouvant sa bourse et après l'aveu de la servante sur l'incendie, change alors d'avis sur le garçon, et part à sa recherche. Ne le trouvant pas chez lui, il sonne le tocsin et tout le monde se met à sa recherche.
Nello, rejoint par Patrache, se fait enfermer dans la cathédrale pour voir enfin l'œuvre de Rubens et il rêve ainsi au pied du tableau. Le lendemain matin, ils sont retrouvés morts de froid dans la cathédrale.

## Fiche technique
- Titre : Nello et le Chien des Flandres
- Titre original : A Dog of Flanders
- Réalisation : Kevin Brodie
- Scénario : Kevin Brodie et Robert Singer, d'après le roman A Dog of Flanders de Ouida
- Musique : Richard Friedman
- Photographie : Walther van den Ende
- Montage : Annamaria Szanto
- Producteur : Frank Yablans
- Société de production : Woodbridge Films
- Société de distribution : Warner Bros. (États-Unis)
- Pays de production :  États-Unis
- Langue originale : anglais américain
- Format : couleur — 35 mm — 1,85:1 — son : Dolby Digital
- Genre : drame
- Durée : 100 minutes
- Dates de sortie : 
  - États-Unis : 27 août 1999
  - États-Unis : 2 février 2000

## Distribution
- Jeremy James Kissner (en) : Nello Dass
- Jesse James : Nello enfant
- Jack Warden : Jehan Daas, le grand-père
- Jon Voight : Michel La Grande
- Cheryl Ladd : Anna Cogez
- Steven Hartley (en) : Nicholas Cogez
- Bruce McGill : William le maréchal-ferrant
- Andrew Bicknell : Stephens
- Farren Monet Daniels : Aloise
- Madylin Sweeten : Aloise enfant
- Fred Van Kuyk : le maire, Kessling
- Julien Bosman : Robert Kessling
- Frederick Oxby : Robert Kessling jeune
- Bouli Lanners : gendarme
- Anne Grandhenry : la femme de Stephen
- Dirk Lavrysen : Rubens